# Relaciones Senegal-Venezuela
Las relaciones Senegal-Venezuela se refieren a las relaciones internacionales que existen entre Senegal y Venezuela. Ambos países relaciones establecieron diplomáticas en 1970.

## Historia
En octubre de 1966 el director nacional de Animación del Senegal, Ben Mady Cisse, visitó Venezuela.
Senegal y Venezuela establecieron relaciones diplomáticas el 1 de junio de 1970. El 7 de noviembre de 1977 el presidente del Senegal, Léopold Sédar Senghor, realiza una visita oficial a Venezuela durante la presidencia de Carlos Andrés Pérez, en la cual ambos jefes de Estado firmaron una declaración conjunto sobre temas de interés para los dos países.
Después de la visita del presidente Senghor, se suscribieron acuerdos en el ámbito económico, cultural y científico, ratificados en Caracas el 10 de noviembre de ese año por el entonces ministro de relaciones exteriores venezolano, Simón Alberto Consalvi, y el ministro de Estado Encargado de Asuntos Exteriores de Senegal, Assane Seck, en el «Convenio Básico de Cooperación Económica y Comercial», el «Acuerdo de Cooperación Cultural» (publicados en la Gaceta Oficial de Venezuela N° 31.376 del 6 de diciembre de 1977) y el «Convenio Básico de Cooperación Científica y Técnica» (publicado en Gaceta Oficial N° 31.377 del 7 de diciembre de 1977).
El 16 de abril de 2018, durante una gira por el continente africano, el viceministro para África de ministerio para relaciones exteriores venezolano, Yuri Pimentel, se reunió con el canciller de Senegal, Sidika Kaba. El mismo día Pimentel también se reunió con ex becarios de Senegal en Venezuela en las carreras de turismo y medicina integral comunitaria.

## Cultura
Durante el VI Festival de los Pueblos de África, entre el 9 al 12 de octubre de 2019, la Fundación Madera y la organización no gubernamental Sonidos de África firmaron un convenio de intercambio cultural en la sede de la cancillería venezolana, la Casa Amarilla, en Caracas. El 20 de febrero de 2020 la agrupación Visiones de Senegal y el grupo venezolano folclórico Madera realizaron una presentación del disco de ambos grupos “Gorée: Cantos del Alma”, resultado del acuerdo cultural, en el piso blanco de la Torre Ministerial de Caracas; el evento contó con la participación de Yuri Pimentel y Babacar Dieng, presidente de Sonidos de África y cantante de Visiones de Senegal.

## Misiones diplomáticas
- Venezuela cuenta con una embajada en Dakar.[8]